# マッラ国

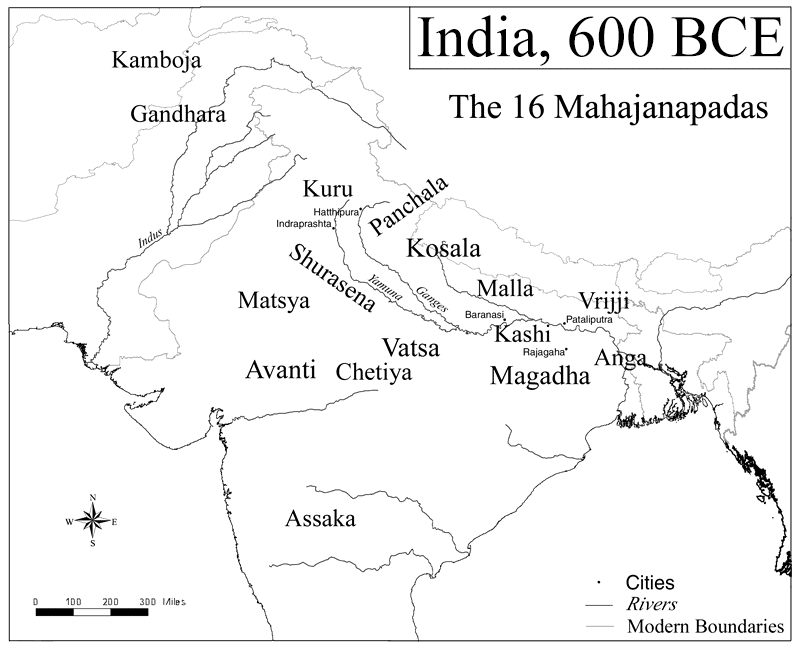
十六大国のひとつであるマッラ国（Malla）

マッラ国（パーリ語 मल्ल）は、古代インドの国名。仏教やジャイナ教の文献に頻繁に登場し、初期仏教の聖典『アングッタラ・ニカーヤ』の中では、十六大国のひとつに数えられる。末羅国。
隣接するリッチャヴィ族（離車族）などのヴァッジ国と修好して独立を保っていたが、後にマガダ国に併合された。

## 位置
ガンジス川の北岸に位置し、東はガンダク川を挟んでヴァッジ国に接する。マガダ国から見ると、北方にある。
マッラ国は、東部と西部に大きく分けられていた。
- 東部の中心はパーヴァー（パーリ語 पावा、現在のウッタル・プラデーシュ州のガンダク川西岸にある町パドラウナ）である。
- 西部の中心はクシーナガラ（कुशीनगर、あるいは कुशावती クシャーヴァティー、現在のウッタル・プラデーシュ州クリーナガル県の町クシーナガル）である。

ブッダは、パーヴァーにおいて「スーカラ・マッダヴァ」を食べて下痢などの症状を発し、そのまま歩きつづけてクシーナガラに至り、そこにおいて入滅したと伝えられている。また、ジャイナ教の開祖マハーヴィーラも、クシーナガラにおいて息を引き取ったと伝えられている。
『マハーバーラタ』において、アンガ国、ヴァンガ国、カリンガ国とともに、東インドの国のひとつに数えられている。

## 民族
マッラ国は、マッラ族の人々が中心的であり、その名がそのまま国名となっている。『マハーバーラタ』においても、「マッラ・ラーシュトラ」（मल्लराष्ट्र）と呼ばれている。マッラ族は、『マヌ法典』の中で、クシャトリヤに分類される部族である。
マッラ族の他に、マッラ国内には8つの部族が居住していたと伝えられている。

## 統治機構
マッラ族を含めて9つの部族が国内各地におり、その居住地に合うようにマッラ国は9つの地方に区分された。その区分において選ばれる代表による会議（संघ サンガ）によって、国政が運営されていたと伝えられている。この会議の構成員は、自ら「王」（राजन् ラージャン）と名乗る習わしであった。近年、このような古代インドの国家をガナ・サンガ国というようになっている。

## 宗教
マッラ国においては、ヴェーダの宗教と並び、新興の仏教やジャイナ教も広く信奉された。